# جون مور (سياسي أسترالي)
جون مور (بالإنجليزية: John Moore)‏ هو سياسي أسترالي، ولد في 16 نوفمبر 1936 في أستراليا. حزبياً، نشط في الحزب الليبرالي الأسترالي.

## مناصب
- انتخب أمين صندوق أستراليا [الإنجليزية]‏ (3 نوفمبر 1980 – 20 أبريل 1981).
- انتخب وزير الصناعة والابتكار [الإنجليزية]‏ (11 مارس 1996 – 21 أكتوبر 1998).
- انتخب نائب رئيس المجلس التنفيذي [الإنجليزية]‏ (11 مارس 1996 – 21 أكتوبر 1998).
- انتخب وزير الدفاع [الإنجليزية]‏ (21 أكتوبر 1998 – 30 يناير 2001).
- انتخب عضو مجلس النواب الأسترالي عن دائرة Division of Ryan [الإنجليزية]‏ (13 ديسمبر 1975 – 5 فبراير 2001).